# Елізабет Фалькхавен
Елізабет Фалькхавен (швед. Elisabeth Falkhaven; 12 вересня 1955, Партілле, Швеція) — шведська політична діячка з партії зелених. Депутатка Риксдагу від округу Галланд  з 2018 року.
23 липня 2021 року взяла шефство над Олександром Кордюковим, свідком вбивства Геннадія Шутова та білоруським політв'язнем.